# Supercoupe de Somalie de football
La Supercoupe de Somalie de football est une compétition créée en 2013 et organisée par la Fédération de Somalie de football (FSF). Avant l'ouverture de la saison, ce match officiel oppose le champion de Somalie en titre de Ligue somalienne au vainqueur de la Coupe de Somalie de football.

## Palmarès
| N° | Édition | Vainqueur     | Finaliste     | Score         |
| -- | ------- | ------------- | ------------- | ------------- |
| 1  | 2013    | Elman FC      | Benaadir SC   | 1-1 5 tab à 4 |
| 2  | 2014    | Jeenyo United | Benaadir SC   | 2-2 5 tab à 4 |
| 3  | 2015    | Horsed FC     | Heegan FC     | 0-0 3 tab à 1 |
| 4  | 2016    | Benaadir SC   | Jeenyo United | 1-1 3 tab à 2 |
| 5  | 2017    | Elman FC      | Dekedaha FC   | 1-0           |
| 6  | 2018,   | Dekedaha FC   | Mogadiscio CC | 3-0           |

| Rang | Club                      | Finales gagnées (éditions) | Finales perdues (éditions) |
| ---- | ------------------------- | -------------------------- | -------------------------- |
| 2    | Elman FC                  | 2 (2013 et 2017)           | 0                          |
| 2    | Jeenyo United             | 1 (2014)                   | 1 (2016)                   |
| 3    | Benaadir SC/Mogadiscio CC | 1 (2016)                   | 3 (2013, 2014 et 2018)     |
| 3    | Dekedaha FC               | 1 (2018)                   | 1 (2017)                   |
| 3    | Horsed FC                 | 1 (2015)                   | 0                          |
| 6    | Heegan FC                 | 0                          | 1 (2015)                   |